# Ibn Idris II
Abu-l-Alà Idrís ibn Muhàmmad, més conegut com a Ibn Idrís II (Fes ? - Rabat, 5 de juny de 1879), fou un diplomàtic i escriptor marroquí, fill del visir Ibn Idris I.
Fou ambaixador a la cort de Napoleó III i va demanar a l'emperador la seva intercessió davant el govern espanyol per tal de disminuir la indemnització que havia de pagar el Marroc després de la guerra entre Espanya i el Marroc (Guerra d'Àfrica de 1859-1860). Va escriure un relat dels seus viatges per França, anomenat Túhfat al-màlik al-aziz bi-màmlakat Bariz. Després va ser ambaixador a Espanya. Va morir de pesta.